# 2I/Borisov
2I/Borisov, původně C/2019 Q4 (Borisov), je první objevená mezihvězdná kometa, která prolétá naší Sluneční soustavou.
Objevil ji 30. srpna 2019 ukrajinský amatérský astronom Gennadij Borisov dalekohledem o průměru 0,6 m na observatoři MARGO na Krymu. Její velikost nebyla přesně určena, ale její průměr je menší než 0,5 km.
Objekt byl objeven v okamžiku, kdy se teprve přibližoval ke Slunci. Kolem Slunce prolétal po hyperbolické dráze s excentricitou 3,36, nejblíže Slunci byla 9. prosince 2019 ve vzdálenosti 300 milionů km (přes 2 AU).
Koncem března 2020 bylo ze snímků komety pořízených Hubbleůvým vesmírným dalekohledem zjištěno, že jádro komety se rozpadá. Současně bylo spočítáno, že objekt ztratil průletem kolem Slunce asi 0,1 – 1 % své hmoty.

## Složení komety
Po oznámeném rozpadu astronomové očekávají, že kometa bude dále fragmentovat a že budou moci pořizovat snímky jejího spektra a z nich zjistit, z čeho se skládá.
Podle dosavadních pozorování je barva komety a její složení velmi podobné kometám z vnějšího okraje Sluneční soustavy. U těch se předpokládá, že mohly přenášet látky potřebné pro vznik života na Zemi. Pokud se kometa 2I/Borisov podobá těmto kometám, naznačuje to podle prvních úvah, že komety mohou přenášet takovéto látky i na planety v jiných soustavách.
V dubnu 2020 zjistily dva týmy astronomů pomocí radioteleskopu ALMA a Hubblova vesmírného dalekohledu u komety neobvykle velký obsah oxidu uhelnatého v unikajících plynech.  Podle prvních úvah astronomů to může naznačovat, že se kometa mohla zformovat v okolí červeného trpaslíka (i když přicházejí v úvahu i jiné typy hvězd) nebo může být úlomkem trpasličí exoplanety bohaté na oxid uhelnatý.